# Michail Alexejewitsch Lewaschow
Michail Alexejewitsch Lewaschow (russisch Михаил Алексеевич Левашов; * 4. Oktober 1991 in Bogorodizk) ist ein russischer Fußballtorwart.

## Karriere
Lewaschow begann seine Karriere beim FK Krasnodar-2000. Im Sommer 2008 wechselte er zum unterklassigen Don Nowomoskowsk. Zur Saison 2009 schloss er sich dem Zweitligisten Wolga Nischni Nowgorod an, für den er aber nie zum Einsatz kam. Mit dem Team stieg er am Ende der Saison 2010 in die Premjer-Liga auf. Im Januar 2012 wechselte er zum unterklassigen Schachtjor Peschelan.
Zur Saison 2012/13 wechselte Lewaschow zur unterklassigen Reserve von Arsenal Tula. Zur Saison 2014/15 stieg Arsenal-2 dann in die Perwenstwo PFL ein. In der ersten Saison kam er zu 20 Drittligaeinsätzen. In der Saison 2015/16 machte er neun Spiele. Zur Saison 2016/17 rückte der Tormann in den Profikader. Im September 2016 gab er anschließend gegen Tom Tomsk sein Debüt in der Premjer-Liga. In seiner ersten Profispielzeit war er in der Herbstsaison Stammtorhüter, ehe im Januar 2017 Tula Wladimir Gabulow verpflichtete, der Lewaschow verdrängte. Insgesamt kam er zu zwölf Einsätzen im Oberhaus. Im Januar 2018 wurde Gabulow nach Belgien verkauft, woraufhin Lewaschow wieder Stammtormann wurde. In der Saison 2017/18 kam er zu neun Einsätzen.
Zur Saison 2018/19 verpflichtete Arsenal Artur Nigmatullin. Die beiden lieferten sich ein offenes Rennen und Lewaschow absolvierte 15 Ligapartien. In der Saison 2019/20 war er zumeist gesetzt und machte 19 Spiele. In der Saison 2020/21 war er dann aber gar nur noch dritte Wahl hinter Jegor Schamow und Nigmatullin, er kam zu drei Einsätzen. In der Saison 2021/22 war er Ersatz hinter dem neu verpflichteten Anton Kotschenkow und kam zu zehn Einsätzen. Mit Tula stieg er zu Saisonende allerdings aus der Premjer-Liga ab.